# Manuel Hidalgo (Fußballspieler)
Manuel Hidalgo  (* 3. Mai 1999 in Olivos, Argentinien), mit vollständigen Namen Manuel Federico Hidalgo Gasparini, ist ein argentinisch-italienischer Fußballspieler.

## Karriere
Manuel Hidalgo erlernte das Fußballspielen in der Jugendmannschaft von Ferro Carril Oeste in Caballito, einem Stadtteil der argentinischen Hauptstadt Buenos Aires. Hier stand er auch von 2014 bis 2017 unter Vertrag. Im März 2017 ging er nach Europa. Hier schloss er sich in Portugal dem Erstligisten Benfica Lissabon an, wo er in der U19-Mannschaft zum Einsatz kam. Nach fünf Monaten wechselte er nach Italien, wo er einen Vertrag bei US Triestina unterschrieb. Der Verein aus Friaul-Julisch Venetien spielte in der dritten italienischen Liga, der Serie C. Mit dem Verein absolvierte er 29 Spiele in der Girone B. Im Januar 2020 zog es ihn nach England, wo er einen Vertrag bei Sheffield Wednesday unterschrieb. Bei dem Verein aus Sheffield kam er in der U23 zum Einsatz. Sri Pahang FC, ein Verein aus Malaysia, verpflichtete ihn Anfang Mai 2021. Der Klub aus Kuantan spielt in der ersten malaysischen Liga, der Malaysia Super League. Sein Profidebüt gab er am 5. Mai 2021 im Heimspiel gegen den Selangor FC. Hier stand er in der Startelf und schoss in der 48. Minute sein erstes Tor in der Super League. Nach zwei Spielzeiten, in denen er 30 Ligaspiele absolvierte, wechselte er zu Beginn der Saison 2023 zum Ligakonkurrenten Kedah Darul Aman FC.